# Rafael Chirbes
Rafael Chirbes alla nascita Rafael Chirbes Magraner (Tavernes de la Valldigna, 27 giugno 1949 – Tavernes de la Valldigna, 15 agosto 2015) è stato uno scrittore e critico letterario spagnolo.

## Biografia

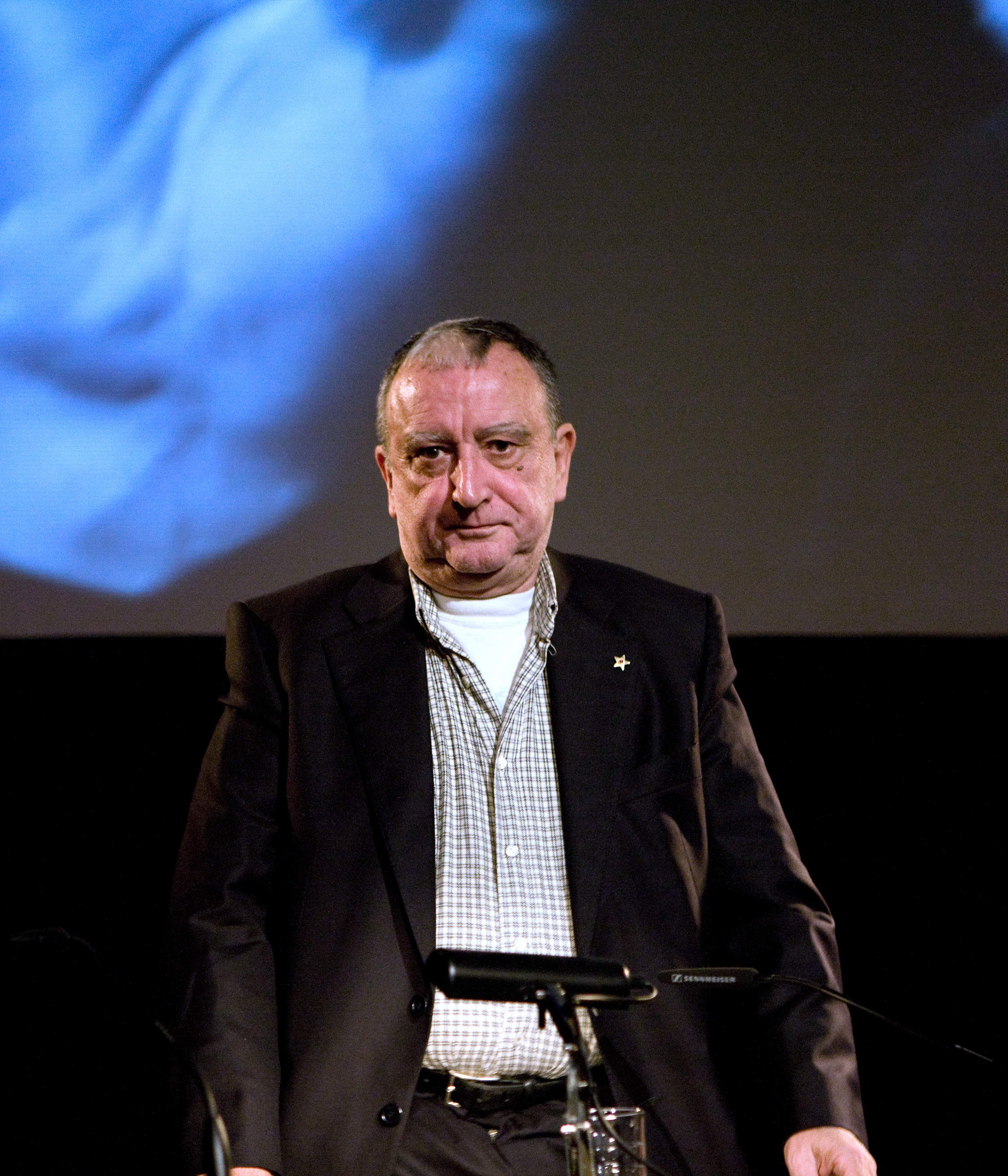
Fotografia di Rafael Chirbes a Colonia (2009)

Rafael Chirbes non ha avuto una fanciullezza e una adolescenza facili. Nato in una località della Comunità Valenciana, Rimasto orfano di padre all'età di quattro anni, cresciuto in un collegio destinato agli orfani dei dipendenti delle Ferrovie, all'età di 16 anni si trasferì a Madrid dove studiò Storia moderna e contemporanea. Nel 1969 si recò a Parigi, dove rimase un anno; successivamente visse in Marocco (dove lavorò come insegnante di spagnolo), a Barcellona, a La Coruña e in Estremadura. Nel 2000 rìtornò  definitivamente nella Comunità Valenciana.
Chirbes ha alternato inizialmente l’attività giornalistica con quella letteraria. Come giornalista ha pubblicato articoli di viaggi (raccolti in altri suoi libri come Mediterráneos del 1991 o El viajero sedentario del 2004) e si è cimentato perfino in recensioni gastronomiche. Il suo primo romanzo (Mimoun, 1988) ebbe un'ottima accoglienza di critica e di pubblico; fu finalista al Premio Herralde per le opere di narrativa in lingua spagnola inedite. Come narratore si è interessato spesso ai problemi della Spagna. Il romanzo La larga marcha (in italiano: Una lunga marcia), che inaugurò una trilogia sulla società spagnola dedicata dalla guerra civile alla transizione post-franchista, completata da La caída de Madrid (in italiana: La caduta di Madrid) e da Los viejos amigos, fu premiato in Germania col Preis der SWR-Bestenliste nel 1999. Con Crematorio (in italiano: L'equatore delle cose), romanzo che ha come sfondo la speculazione immobiliare in Spagna, ha vinto il Premio de la Crítica de narrativa castellana e la quinta edizione del Premio Dulce Chacón de Narrativa Española.
La fama internazionale giunse nel 2013 con En la orilla (in italiano: Sulla sponda), un altro romanzo in cui le vicende personali si intrecciano strettamente col contesto sociale spagnolo. Il romanzo riconosciuto da El País come il miglior romanzo del 2013, ottenne di nuovo il Premio de la Crítica de narrativa castellana per il 2014, fu premiato col Premio Francisco Umbral al Libro del Año 2013 e fu finalista del Premio Strega Europeo 2014. Dopo Sulla sponda, Chirbes è stato definito «uno dei grandi autori europei contemporanei e certo lo è per la densità della sua scrittura e per la potenza con cui obbliga le parole a incarnare ciò che stanno raccontando, perché il romanzo non si riduca soltanto a una trama ma diventi una vera storia, con quel pathos che solo lo stile e non l’intreccio può garantire. Ma lo è anche per la forza dell’ossatura nascosta e per l’orchestrazione segreta della sua tessitura narrativa». Dopo la morte a soli 66 anni, dopo una malattia breve e fulminante, è uscito postumo il romanzo Paris-Austerlitz, dalla stazione ferroviaria di Parigi rivolta al Sud.
Nei saggi di critica letteraria (El novelista perplejo, El viajero sedentario e Por cuenta propia), Chirbes analizza la letteratura spagnola (Miguel de Cervantes, Benito Pérez Galdós, Max Aub), europea (Marcel Proust, Hermann Broch) e italiana (Raffaele La Capria).

## Opere

### Romanzi
- Mimoun, Barcelona : Anagrama, 1988; Edizione italiana: Mimoun; traduzione di Fiorenzo Toso, Recco : Le mani, 1993, ISBN 88-8012-003-4
- En la lucha final, Barcelona : Anagrama, 1991, ISBN 9788433909183
- La buena letra, Barcelona : Anagrama, 1992; Edizione italiana: La bella scrittura; traduzione di Augusto Guarino, Firenze : Le lettere, 2004, ISBN 88-7166-807-3; Milano : Feltrinelli, 2016, ISBN 978-88-07-03197-7
- Los disparos del cazador, Barcelona : Anagrama, 1994, ISBN 9788433909718
- La larga marcha, Barcelona : Anagrama, 1996, ISBN 8433910396; Edizione italiana: Una lunga marcia; traduzione di Barbara Bertoni, Milano : Frassinelli, 2001, ISBN 88-7684-639-5
- La buena letra, Madrid : Debate, 2000, ISBN 8483062879
- La caída de Madrid, Barcelona : Anagrama, 2000, ISBN 8433924516; Edizione italiana: La caduta di Madrid; traduzione di Barbara Bertoni, Milano : Frassinelli, 2002, ISBN 88-7684-701-4
- Los viejos amigos, Barcelona : Anagrama, 2003, ISBN 8433968459
- Crematorio, Barcelona : Anagrama, 2007, Anagrama, ISBN 9788433971562; Edizione italiana: L'equatore delle cose; traduzione di Stefania Cherchi, Milano : Garzanti, 2009, ISBN 978-88-11-68361-2
- En la orilla, Barcelona : Anagrama, 2013, Anagrama, ISBN 9788433997593; Edizione italiana: Sulla sponda; traduzione di Pino Cacucci, Milano : Feltrinelli, 2014, ISBN 978-88-07-03106-9
- París-Austerlitz, Barcelona : Anagrama, 2016, [ISBN] 9788433998026; Edizione italiana: Paris-Austerlitz; traduzione di Pino Cacucci, Milano : Feltrinelli, 2017, ISBN 978-88-07-03238-7

### Saggi
- Mediterráneos, Madrid : Debate, 1991, ISBN 8483060728
- El novelista perplejo, Barcelona : Anagrama, 2002
- El viajero sedentario : ciudades, Barcelona : Anagrama, 2004, ISBN 843396870X
- Por cuenta propia, Barcelona : Anagrama, 2010, ISBN 9788433963048